# どうせ、恋してしまうんだ。
『どうせ、恋してしまうんだ。』（どうせこいしてしまうんだ）は、満井春香による日本の漫画作品。『なかよし』（講談社）にて、2020年12月号より連載されている。略称は「恋しま」。西野水帆とその幼なじみの4人のイケメン男子が青春や恋をする様子を描いた作品。2025年7月時点で電子書籍を含む累計部数が165万部を突破している。

## あらすじ
西野水帆は水泳部に所属する先輩の斉藤に憧れを抱いていた。斉藤が水泳を辞めると知った水帆は告白するものの振られてしまい、落ち込む。そんな時に幼なじみの羽沢輝月が水帆に彼氏候補宣言をし、告白をしてくる。

## 登場人物
声の項はテレビアニメの声優。
西野 水帆（にしの みずほ）
声 - 新福桜
本作の主人公。高校2年生。海辺の街育ちで、漫画家を目指している。青春に対し憧れを抱くものの、恋愛経験はない。
羽沢 輝月（はざわ きづき）
声 - 浦和希、小市眞琴（幼少期）
水帆の幼なじみ。
柏木 深（かしわぎ しん）
声 - 吉高志音、田辺留依（幼少期）
水帆の幼なじみ。青ヶ崎高校の生徒会長。クールな性格。
和泉 藍（いずみ あいる）
声 - 千葉翔也、首藤志奈（幼少期）
水帆の幼なじみ。インフルエンサーで読者モデル。
星川 周吾（ほしかわ しゅうご）
声 - 猪股慧士、小倉弥優（幼少期）
水帆の幼なじみ。文学少年。眼鏡をかけているイケメン。
倉敷 千夏
声 - 田所あずさ
水帆の親友。クールな性格。
斉藤 涼介（さいとう りょうすけ）
声 - 上村祐翔
水泳部に所属する水帆の先輩。
星川 透吾（ほしかわ とうご）
声 - 梅原裕一郎
周吾の兄。モテる。水帆の初恋の相手。
白石 真波
声 - 名塚佳織
水帆たちの高校の音楽教師。

## 制作背景
作者の満井春香は「今を全力で楽しむこと」と「少し先の未来に希望をもって進むこと」が本作の「魂の部分」であると話している。

## 作風
テレビアニメで西野水帆を演じる新福桜は「感染症の影響で学校行事や部活動の大会が中止になるなど、当たり前と思っていた日常とは違う日々を送る高校生を題材にしている」点が、本作の魅力のひとつであると述べている。羽沢輝月を演じる浦和希は「心の機微の描写がとても繊細」で「水帆をはじめとする登場人物達の等身大な恋模様」が描かれているといい、柏木深を演じる吉高志音は本作について「今生きてる時間も昔過ごした青春時代もまた大切にしたいなって思える作品」と話している。和泉藍を演じる千葉翔也は「物語の瑞々しい雰囲気と相まって青春の美しさが第一印象」で「水の表現が非常に綺麗」だといい、本作を「直球にドキドキする怒涛の展開と、どこか大人な奥行きが共存する作品」だと述べている。星川透吾を演じる梅原裕一郎は「過去と現在で物語が紐解かれていく仕組みが面白く、次の展開が楽しみになる作品」だといい、白石真波を演じる名塚佳織は本作は「繊細な時期を切なくも美しく描いて」いるという。
『なかよし』の編集長の須田淑子によると、10年後から物語が開始するが高校時代と交互に展開されており、「幼なじみのキャラがそれぞれ個性豊かで、あらゆる角度からドキドキ」させつつ、「こんな青春送ってみたかった…！」という「ただただ羨ましいシチュエーションの数々」が描かれている作品である。

## 書誌情報
- 満井春香『どうせ、恋してしまうんだ。』講談社〈KCデラックス〉、既刊12巻（2025年8月12日現在）
  1. 2021年3月12日初版発行（同日発売[1][11]）、ISBN 978-4-06-522664-3
  2. 2021年7月13日初版発行（同日発売[12]）、ISBN 978-4-06-524090-8
  3. 2021年11月12日初版発行（同日発売[13]）、ISBN 978-4-06-525900-9
  4. 2022年4月13日初版発行（同日発売[14]）、ISBN 978-4-06-527551-1
  5. 2022年8月12日初版発行（同日発売[15]）、ISBN 978-4-06-528485-8
  6. 2023年3月13日初版発行（同日発売[16]）、ISBN 978-4-06-530836-3
  7. 2023年10月13日初版発行（同日発売[17]）、ISBN 978-4-06-533178-1
  8. 2024年3月13日初版発行（同日発売[18]）、ISBN 978-4-06-534969-4
  9. 2024年8月9日初版発行（同日発売[19]）、ISBN 978-4-06-536623-3
  10. 2025年1月10日初版発行（同日発売[20]）、ISBN 978-4-06-538117-5
  11. 2025年3月13日初版発行（同日発売[21]）、ISBN 978-4-06-538801-3
  12. 2025年8月12日初版発行（同日発売[22]）、ISBN 978-4-06-540446-1

## テレビアニメ
Season1は2025年1月から3月までTBSテレビほかにて放送された。
2024年11月17日、先行上映会を東京都のユナイテッド・シネマアクアシティお台場にて開催。2025年1月8日にはアニメ公式のXのアカウントとYouTubeのTBSアニメチャンネルにて、放送直前生配信が公開された。
Season2が2026年にTBSテレビほかにて放送される予定。

### スタッフ
- 原作 - 満井春香[8]
- 監督 - 山元隼一[8]
- 監督補佐 - 康村諒
- シリーズ構成 - 村井雄[8]、成尾渚[8]
- キャラクターデザイン - しいばいお[8]
- サブキャラクターデザイン - 平田雄三[8]、奥山鈴奈[8]
- プロップデザイン - 植田大貴[8]、氏家嘉宏[8]
- 色彩設定 - 日比智恵子[8]
- 美術監督 - 里見篤[8]
- 美術設定 - キューンプラント設定チーム
- 撮影監督 - 船越雄弦[8]
- 編集 - 今井剛[8]
- 音響監督 - えびなやすのり[8]
- 音響効果 - 今野康之
- 音楽 - 井内啓二[8]
- 音楽制作 - 日音[8]
- プロデューサー - 白石容子、秋田規行、黒須信彦、中澤展也、東真央、塩谷尚史、大貫一雄、鈴木敬公、高口聖世巨
- アニメーションプロデューサー - 櫻井崇[8]
- アニメーション制作 - 颱風グラフィックス[8]
- 製作 - アニメ「どうせ、恋してしまうんだ。」製作委員会

### 主題歌
「Make It Count」
INIによるSeason1オープニングテーマ。作詞はLauren Kaori、作曲はJay HongとTae Mu、編曲はJay Hong。
「願いごと」
マルシィによるSeason1エンディングテーマ。作詞・作曲は吉田右京、編曲は伊藤賢。

### 各話リスト
| #1  | 最悪の誕生日         | 村井雄 | 山元隼一              | 村山きよし 康村諒       | 前田義宏 度會竜司 海堂ヒロユキ 小林史緒里 櫻井拓郎 松本璃久 李周鉉 權容祥                            | 平田雄三                 | 2025年 1月10日 |
| #2  | そばにいるよ         | 村井雄 | 高嶋友也 久万ふくろう | 村山きよし 佐々木康太郎 | 史昇原 朴鎭光 金志禹 安恩芳 李形意 韓卲而 金茶彬 SON SOPHEAPANHA KHIEV SOTHINA THEA EYIN 楊勇 宋凌雲 | 平田雄三 前田義宏        | 1月17日        |
| #3  | 体温                 | 成尾渚 | 香川豊                | 山喜みどり              | 楊勇                                                                                                 | 金澤龍 平田雄三 前田義宏 | 1月24日        |
| #4  | 未来への花火         | 村井雄 | ロマのフ比嘉          | 薮内悠                  | 菊地華子 斉藤千比呂 酒井KEI 星月動画 米川 エバーグリーン                                             | 菊地華子                 | 1月31日        |
| #5  | ずっと一緒にいる方法 | 成尾渚 | 阿尾直樹              | 佐々木康太郎            | Zhou Wen Long                                                                                        | 下出麻以                 | 2月7日         |
| #6  | 友だちじゃいられない | 村井雄 | 坂田純一              | 呉唯男                  | EN.studio 所沢映画 慧敏 約拿单 孫仁義 瑞木晶                                                         | 下出麻以                 | 2月14日        |
| #7  | なかよしごっこ       | 成尾渚 | 小林一三              | 中村近世                | 松原朋広 山下聖美 韓承熙 舛舘俊秀 川合正起 Kim Sukhui Kim Wonhui Lee Huiju Hong Seonghee 暁          | 金澤龍 平田雄三          | 2月21日        |
| #8  | 片想いのかたち       | 成尾渚 | 香川豊                | 暗黒熊猫                | 趙小川 陳玲玲 姜海華                                                                                 | 平田雄三                 | 2月28日        |
| #9  | 君といた時間         | 成尾渚 | 小坂春女              | 小坂春女                | 櫻井祐哉 楊勇 モードリーム                                                                           | 平田雄三 前田義宏        | 3月7日         |
| #10 | 衝動                 | 村井雄 | ロマのフ比嘉          | ウヱノ史博              | 鳥山冬美 松本勝次 松下清志 reboot 米川                                                               | 平田雄三 前田義宏        | 3月14日        |
| #11 | 変わっていくもの     | 成尾渚 | 小林一三              | 佐々木康太郎            | 史昇原 朴鎭光 金志禹 安恩芳 李形意 韓卲而 金茶彬 SON SOPHEAPANHA KHIEV SOTHINA THEA EYIN             | 下出麻以                 | 3月21日        |
| #12 | 終わらない夢         | 村井雄 | ロマのフ比嘉          | 居村雄馬                | 櫻井拓郎 ペンギンキャノン EN.studio                                                                  | 前田義宏 平田雄三        | 3月28日        |

### 放送局
| 放送期間                | 放送時間                     | 放送局    | 対象地域   | 備考                             |
| ----------------------- | ---------------------------- | --------- | ---------- | -------------------------------- |
| 2025年1月10日 - 3月28日 | 金曜 1:28 - 1:58（木曜深夜） | TBSテレビ | 関東広域圏 | 製作参加 / 字幕放送              |
| 2025年1月12日 - 3月30日 | 日曜 23:30 - 月曜 0:00       | BS11      | 日本全域   | 製作参加 / BS放送 / 『ANIME+』枠 |

| 配信開始日    | 配信時間                           | 配信サイト | 備考       |
| ------------- | ---------------------------------- | --- | ---------- |
| 2025年1月10日 | 金曜 2:00（木曜深夜） 以降順次更新 | Amazon Prime Video ABEMAプレミアム DMM TV dアニメストア FOD Hulu Lemino U-NEXT アニメ放題 バンダイチャンネル      | 見放題配信 |
|               |                                    | ABEMA TBS FREE TVer Lemino ニコニコ生放送                                                                         | 最新話無料 |
|               |                                    | Rakuten TV カンテレドーガ ニコニコチャンネル ビデオマーケット VIDEX Google TV YouTube ムービーフルPlus HAPPY!動画 | 都度課金   |
| 2025年1月11日 | 土曜 0:00（金曜深夜） 以降順次更新 | J:COM STREAM milplus TELASA                                                                                       | 月額見放題 |
| 2025年1月16日 | 木曜 12:00 更新                    | ふらっと動画 | 見放題配信 |

### BD / DVD
| 巻 | 発売日        | 収録話         | 規格品番  | 規格品番  |
| 巻 | 発売日        | 収録話         | BD        | DVD       |
| -- | ------------- | -------------- | --------- | --------- |
| 1  | 2025年5月28日 | 第1話 - 第4話  | BIXA-1471 | BIBA-3721 |
| 2  | 2025年6月25日 | 第5話 - 第8話  | BIXA-1472 | BIBA-3722 |
| 3  | 2025年7月30日 | 第9話 - 第12話 | BIXA-1473 | BIBA-3723 |

| TBSテレビ 金曜 1:28 - 1:58（木曜深夜） | TBSテレビ 金曜 1:28 - 1:58（木曜深夜） | TBSテレビ 金曜 1:28 - 1:58（木曜深夜） |
| 前番組                                 | 番組名                                 | 次番組                                 |
| -------------------------------------- | -------------------------------------- | -------------------------------------- |
| さようなら竜生、こんにちは人生         | どうせ、恋してしまうんだ。（Season1）  | 地縛少年花子くん2（第1クール・再放送） |

## 舞台
2024年8月に舞台化が発表され、2025年2月6日から16日まで東京都のTHEATER MILANO-Za、同年2月19日から25日まで大阪府のCOOL JAPAN PARK OSAKA TTホールにて公演が開催された。

### キャスト
- 羽沢輝月 - 永岡蓮王（AmBitious）[4]
- 柏木深 - 浦陸斗（AmBitious）[4]
- 和泉藍 - 大内リオン（AmBitious）[4]
- 星川周吾 - 吉川太郎（AmBitious）[4]
- 西野水帆 - 井頭愛海[7]
- 星川透吾 - 瀬戸利樹[4]
- 石河侑悟[4]
- 井上望[4]
- 狩野朝友海[4]
- 川瀬莉子[4]
- 小松育海[4]
- 白河ななみ[4]
- 長山琴架[4]
- 丸山真矢[4]
- 青地洋[4]
- 森下ひさえ[4]

### スタッフ
- 原作 - 満井春香「どうせ、恋してしまうんだ。」（講談社「なかよし」連載）[4]
- 演出 - 三木康一郎[4]
- 脚本 - 保木本佳子[4]